# Turkse algemene verkiezingen 2015 (juni)

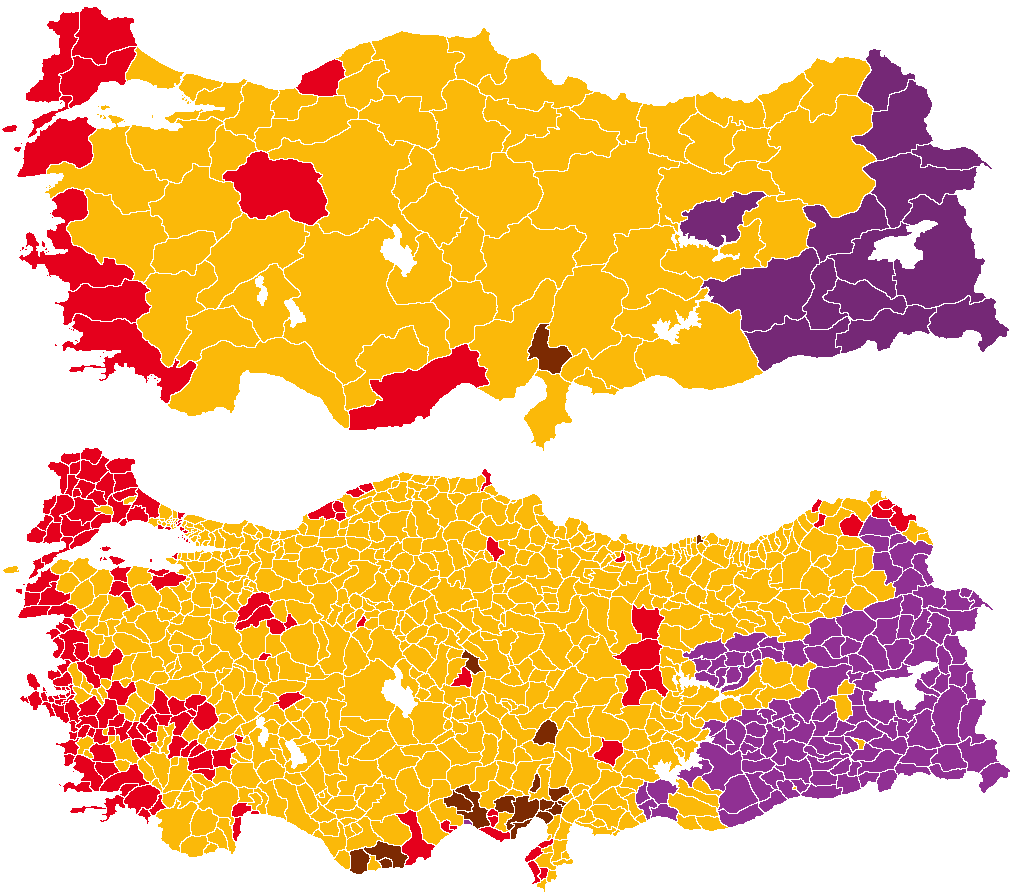
grootste partij per provincie en district

De Turkse algemene verkiezingen 2015 werden gehouden op 7 juni 2015. Op deze datum werd door de stemgerechtigde Turken een nieuw parlement gekozen.
De AKP van president Erdoğan werd de winnaar van de parlementsverkiezingen in Turkije met 40,87 procent van de stemmen, maar de partij verkreeg geen meerderheid en bleef steken op 258 zetels.
Andere grote winnaars waren de linkse HDP, onder leiding van Selahattin Demirtaş met 80 zetels, de centrumlinkse CHP van partij-leider Kemal Kılıçdaroğlu met 132 zetels. De rechts-nationalistische MHP kreeg 80 zetels. De AKP zocht naar een meerderheid en Davutoglu onderhandelde met de belangrijkste oppositiepartij, de CHP, wat niet lukte. Nadat ook geen samenwerking met de MHP en de Koerdische partij HDP kon worden gevonden volgden er nieuwe verkiezingen op 1 november 2015.